# Lac Bow
Pour les articles homonymes, voir Bow.
Le lac Bow (anglais : Bow Lake) est un petit lac à l'ouest de l'Alberta, au Canada. 

## Géographie
Il est situé sur la Bow River, dans les Rocheuses canadiennes. Le lac Bow est le plus proche de la source de la Bow River, et a une superficie totale de 3.21 km². 
Le lac se situe au sud du mont Bow, à l'est de la Waputik (comprenant Wapta Icefield, Bow Glacier, Bow Peak, Mont Thompson, Crowfoot Glacier et Mont Crowfoot) et à l'ouest du Dolomite Pass, Dolomite Peak et Cirque Peak.
Le Bow Lake est un des lacs se trouvant sur la promenade des Glaciers dans le parc national Banff et le parc national Jasper, les autres lacs étant le Hector Lake, Lake Louise, le Peyto Lake, le Mistaya Lake, Waterfowl Lakes, Chephren Lake et Sunwapta Lake.
Le lac est à l'ouest de la Range Road 182A.